# Marko Pantelić
Marko Pantelić in serbo Марко Пантелић? (Belgrado, 15 settembre 1978) è un dirigente sportivo ed ex calciatore serbo, di ruolo attaccante.

## Carriera

### Club
Nato a Belgrado, si trasferisce giovanissimo in Grecia, a Salonicco, dove viene ingaggiato dall'Iraklis, con cui debutta nella stagione 1995-1996 segnando 4 gol in 8 incontri. Inseguito da diversi club europei si trasferisce in Francia, al Paris Saint-Germain, a fianco di attaccanti affermati come Raí, Marco Simone e Leonardo, scendendo in campo i 3 occasioni, e partecipando ai festeggiamenti per le vittorie della Coppa di Francia 1998 e della Coppa di Lega 1998.
Ceduto in prestito all'FC Lausanne segna ben 8 gol in 21 incontri, vincendo la Coppa di Svizzera 1999, tanto da venire ingaggiato, a sorpresa, dalla formazione spagnola del Celta de Vigo, dove non riesce a ripetersi. Viene così ceduto in prestito, dapprima allo Sturm Graz, e poi all'Yverdon.

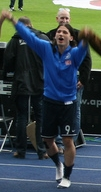
Pantelić nell'Hertha Berlino

Nell'estate del 2002 torna in Serbia, all'Obilić Belgrado, dove rimane per pochi mesi, prima di passare all'ambizioso Sartid Smederevo con cui vince la Coppa di Serbia e Montenegro 2003. All'inizio della stagione 2003-2004, con 8 gol in 15 partite guida la formazione di Smederevo nei piani alti del Campionato serbo-montenegrino, e le sue ottime prestazioni gli valgono l'ingaggio, a metà campionato, da parte della Stella Rossa Belgrado, con cui vince un campionato di Serbia e Montenegro e una seconda Coppa di Serbia e Montenegro, e il titolo di capocannoniere della stagione 2004-2005.
Nell'estate del 2005, all'ultimo giorno di mercato, passa in prestito allo Hertha Berlino, con cui segna 11 gol in 28 partite al suo primo anno in Bundesliga, prestazioni che gli valgono il rinnovo con la formazione di Berlino, con cui si ripete anche nella stagione 2006-2007. Il suo rendimento rimane costante anche nella stagione 2007-2008, dove mette a segno 13 gol in 28 partite.
Il 1º settembre 2009, dopo essersi svincolato dallo Hertha, si trasferisce all'Ajax, firmando un contratto annuale. L'11 aprile 2010 segna la sua prima tripletta nella partita di campionato contro il VVV-Venlo, terminata 8-1 per l'Ajax. Il 20 agosto 2010 viene ingaggiato dall'Olympiakos, con cui firma un contratto biennale.
Esordisce con il club greco contro l'Iraklis, subentrando nella ripresa. Poi nella partita contro il Panserraikos esordisce da titolare e segna il goal partita. La buona partita disputata gli conferma una maglia da titolare nella partita seguente contro l'Asteras Tripolis, il serbo non delude le aspettative e segna un bel goal di testa.

### Nazionale
Ha esordito con la maglia della Nazionale serbomontenegrina il 15 novembre 2003.
Partecipa alla spedizione serba al Mondiale FIFA 2010 e segna il goal della bandiera contro l'Australia nell'ultima partita del Gruppo D.

## Statistiche

### Cronologia presenze e reti in nazionale
| Cronologia completa delle presenze e delle reti in nazionale ― Serbia e Montenegro | Cronologia completa delle presenze e delle reti in nazionale ― Serbia e Montenegro | Cronologia completa delle presenze e delle reti in nazionale ― Serbia e Montenegro | Cronologia completa delle presenze e delle reti in nazionale ― Serbia e Montenegro | Cronologia completa delle presenze e delle reti in nazionale ― Serbia e Montenegro | Cronologia completa delle presenze e delle reti in nazionale ― Serbia e Montenegro | Cronologia completa delle presenze e delle reti in nazionale ― Serbia e Montenegro | Cronologia completa delle presenze e delle reti in nazionale ― Serbia e Montenegro |
| Data                                                                               | Città                                                                              | In casa                                                                            | Risultato                                                                          | Ospiti                                                                             | Competizione                                                                       | Reti                                                                               | Note                                                                               |
| ---------------------------------------------------------------------------------- | ---------------------------------------------------------------------------------- | ---------------------------------------------------------------------------------- | ---------------------------------------------------------------------------------- | ---------------------------------------------------------------------------------- | ---------------------------------------------------------------------------------- | ---------------------------------------------------------------------------------- | ---------------------------------------------------------------------------------- |
| 16-11-2003                                                                         | Płock                                                                              | Polonia                                                                            | 4 – 3                                                                              | Serbia e Montenegro                                                                | Amichevole                                                                         | -                                                                                  | 84’                                                                                |
| 9-10-2004                                                                          | Sarajevo                                                                           | Bosnia ed Erzegovina                                                               | 0 – 0                                                                              | Serbia e Montenegro                                                                | Qual. Mondiali 2006                                                                | -                                                                                  | 77’                                                                                |
| 13-10-2004                                                                         | Belgrado                                                                           | Serbia e Montenegro                                                                | 5 – 0                                                                              | San Marino                                                                         | Qual. Mondiali 2006                                                                | -                                                                                  | 72’                                                                                |
| Totale                                                                             |                                                                                    | Presenze                                                                           | 3                                                                                  |                                                                                    | Reti                                                                               | 0                                                                                  |                                                                                    |

| Cronologia completa delle presenze e delle reti in nazionale ― Serbia | Cronologia completa delle presenze e delle reti in nazionale ― Serbia | Cronologia completa delle presenze e delle reti in nazionale ― Serbia | Cronologia completa delle presenze e delle reti in nazionale ― Serbia | Cronologia completa delle presenze e delle reti in nazionale ― Serbia | Cronologia completa delle presenze e delle reti in nazionale ― Serbia | Cronologia completa delle presenze e delle reti in nazionale ― Serbia | Cronologia completa delle presenze e delle reti in nazionale ― Serbia |
| Data                                                                  | Città                                                                 | In casa                                                               | Risultato                                                             | Ospiti                                                                | Competizione                                                          | Reti                                                                  | Note                                                                  |
| --------------------------------------------------------------------- | --------------------------------------------------------------------- | --------------------------------------------------------------------- | --------------------------------------------------------------------- | --------------------------------------------------------------------- | --------------------------------------------------------------------- | --------------------------------------------------------------------- | --------------------------------------------------------------------- |
| 16-8-2006                                                             | Uherské Hradiště                                                      | Rep. Ceca                                                             | 1 – 3                                                                 | Serbia                                                                | Amichevole                                                            | 1                                                                     | 79’                                                                   |
| 2-9-2006                                                              | Belgrado                                                              | Serbia                                                                | 1 – 0                                                                 | Azerbaigian                                                           | Qual. Euro 2008                                                       | -                                                                     | 81’                                                                   |
| 6-9-2006                                                              | Varsavia                                                              | Polonia                                                               | 1 – 1                                                                 | Serbia                                                                | Qual. Euro 2008                                                       | -                                                                     | 82’                                                                   |
| 7-10-2006                                                             | Belgrado                                                              | Serbia                                                                | 1 – 0                                                                 | Belgio                                                                | Qual. Euro 2008                                                       | -                                                                     | 90’                                                                   |
| 11-10-2006                                                            | Belgrado                                                              | Serbia                                                                | 3 – 0                                                                 | Armenia                                                               | Qual. Euro 2008                                                       | -                                                                     | 77’                                                                   |
| 24-3-2007                                                             | Almaty                                                                | Kazakistan                                                            | 2 – 1                                                                 | Serbia                                                                | Qual. Euro 2008                                                       | -                                                                     | 69’                                                                   |
| 28-3-2007                                                             | Belgrado                                                              | Serbia                                                                | 1 – 1                                                                 | Portogallo                                                            | Qual. Euro 2008                                                       | -                                                                     | 35’                                                                   |
| 2-6-2007                                                              | Helsinki                                                              | Finlandia                                                             | 0 – 2                                                                 | Serbia                                                                | Qual. Euro 2008                                                       | -                                                                     | 60’                                                                   |
| 22-8-2007                                                             | Bruxelles                                                             | Belgio                                                                | 3 – 2                                                                 | Serbia                                                                | Qual. Euro 2008                                                       | -                                                                     | 55’                                                                   |
| 12-9-2007                                                             | Lisbona                                                               | Portogallo                                                            | 1 – 1                                                                 | Serbia                                                                | Qual. Euro 2008                                                       | -                                                                     | 61’                                                                   |
| 13-10-2007                                                            | Erevan                                                                | Armenia                                                               | 0 – 0                                                                 | Serbia                                                                | Qual. Euro 2008                                                       | -                                                                     | 68’                                                                   |
| 17-10-2007                                                            | Baku                                                                  | Azerbaigian                                                           | 1 – 6                                                                 | Serbia                                                                | Qual. Euro 2008                                                       | -                                                                     | 73’                                                                   |
| 24-5-2008                                                             | Dublino                                                               | Irlanda                                                               | 1 – 1                                                                 | Serbia                                                                | Amichevole                                                            | 1                                                                     | 69’                                                                   |
| 28-5-2008                                                             | Burghausen                                                            | Russia                                                                | 2 – 1                                                                 | Serbia                                                                | Amichevole                                                            | 1                                                                     | 46’                                                                   |
| 31-5-2008                                                             | Gelsenkirchen                                                         | Germania                                                              | 2 – 1                                                                 | Serbia                                                                | Amichevole                                                            | -                                                                     | 46’                                                                   |
| 6-9-2008                                                              | Belgrado                                                              | Serbia                                                                | 2 – 0                                                                 | Fær Øer                                                               | Qual. Mondiali 2010                                                   | -                                                                     | 56’                                                                   |
| 10-9-2008                                                             | Saint-Denis                                                           | Francia                                                               | 2 – 1                                                                 | Serbia                                                                | Qual. Mondiali 2010                                                   | -                                                                     |                                                                       |
| 11-10-2008                                                            | Belgrado                                                              | Serbia                                                                | 3 – 0                                                                 | Lituania                                                              | Qual. Mondiali 2010                                                   | -                                                                     | 56’                                                                   |
| 15-10-2008                                                            | Vienna                                                                | Austria                                                               | 1 – 3                                                                 | Serbia                                                                | Qual. Mondiali 2010                                                   | -                                                                     | 63’                                                                   |
| 28-3-2009                                                             | Costanza                                                              | Romania                                                               | 2 – 3                                                                 | Serbia                                                                | Qual. Mondiali 2010                                                   | -                                                                     | 66’                                                                   |
| 1-4-2009                                                              | Belgrado                                                              | Serbia                                                                | 2 – 0                                                                 | Svezia                                                                | Amichevole                                                            | -                                                                     | 46’                                                                   |
| 6-6-2009                                                              | Belgrado                                                              | Serbia                                                                | 1 – 0                                                                 | Austria                                                               | Qual. Mondiali 2010                                                   | -                                                                     |                                                                       |
| 10-6-2009                                                             | Tórshavn                                                              | Fær Øer                                                               | 0 – 2                                                                 | Serbia                                                                | Qual. Mondiali 2010                                                   | -                                                                     | cap. 66’                                                              |
| 10-10-2009                                                            | Belgrado                                                              | Serbia                                                                | 5 – 0                                                                 | Romania                                                               | Qual. Mondiali 2010                                                   | 1                                                                     |                                                                       |
| 14-10-2009                                                            | Marijampolė                                                           | Lituania                                                              | 2 – 1                                                                 | Serbia                                                                | Qual. Mondiali 2010                                                   | -                                                                     | 75’                                                                   |
| 3-3-2010                                                              | Algeri                                                                | Algeria                                                               | 0 – 3                                                                 | Serbia                                                                | Amichevole                                                            | 1                                                                     | 46’                                                                   |
| 29-5-2010                                                             | Klagenfurt                                                            | Serbia                                                                | 0 – 1                                                                 | Nuova Zelanda                                                         | Amichevole                                                            | -                                                                     | 66’                                                                   |
| 2-6-2010                                                              | Kufstein                                                              | Polonia                                                               | 0 – 0                                                                 | Serbia                                                                | Amichevole                                                            | -                                                                     | 46’                                                                   |
| 5-6-2010                                                              | Belgrado                                                              | Serbia                                                                | 4 – 3                                                                 | Camerun                                                               | Amichevole                                                            | 1                                                                     | 57’                                                                   |
| 13-6-2010                                                             | Pretoria                                                              | Serbia                                                                | 0 – 1                                                                 | Ghana                                                                 | Mondiali 2010 - 1º turno                                              | -                                                                     |                                                                       |
| 23-6-2010                                                             | Nelspruit                                                             | Australia                                                             | 2 – 1                                                                 | Serbia                                                                | Mondiali 2010 - 1º turno                                              | 1                                                                     | 46’                                                                   |
| 11-8-2010                                                             | Belgrado                                                              | Serbia                                                                | 0 – 1                                                                 | Grecia                                                                | Amichevole                                                            | -                                                                     | 74’                                                                   |
| 9-2-2011                                                              | Tel Aviv                                                              | Israele                                                               | 0 – 2                                                                 | Serbia                                                                | Amichevole                                                            | 1                                                                     | 86’                                                                   |
| 25-3-2011                                                             | Belgrado                                                              | Serbia                                                                | 2 – 1                                                                 | Irlanda del Nord                                                      | Qual. Euro 2012                                                       | 1                                                                     | 45+2’                                                                 |
| 29-3-2011                                                             | Tallinn                                                               | Estonia                                                               | 1 – 1                                                                 | Serbia                                                                | Qual. Euro 2012                                                       | -                                                                     |                                                                       |
| 10-8-2011                                                             | Mosca                                                                 | Russia                                                                | 1 – 0                                                                 | Serbia                                                                | Amichevole                                                            | -                                                                     |                                                                       |
| 2-9-2011                                                              | Belfast                                                               | Irlanda del Nord                                                      | 0 – 1                                                                 | Serbia                                                                | Qual. Euro 2012                                                       | 1                                                                     |                                                                       |
| 6-9-2011                                                              | Belgrado                                                              | Serbia                                                                | 3 – 1                                                                 | Fær Øer                                                               | Qual. Euro 2012                                                       | -                                                                     |                                                                       |
| 7-10-2011                                                             | Belgrado                                                              | Serbia                                                                | 1 – 1                                                                 | Italia                                                                | Qual. Euro 2012                                                       | -                                                                     |                                                                       |
| 11-10-2011                                                            | Maribor                                                               | Slovenia                                                              | 1 – 0                                                                 | Serbia                                                                | Qual. Euro 2012                                                       | -                                                                     | 51’                                                                   |
| Totale                                                                |                                                                       | Presenze                                                              | 40                                                                    |                                                                       | Reti                                                                  | 10                                                                    |                                                                       |

## Palmarès

### Club

#### Competizioni nazionali
- Coppa di Francia: 1

Paris SG: 1998
- Coppa di Lega francese: 1

Paris SG: 1998
- Coppa Svizzera: 1

Losanna: 1998-1999
- Coppa di Serbia e Montenegro: 2

Stella Rossa: 2004
Smederevo: 2003
- Campionato serbomontenegrino: 1

Stella Rossa: 2003-2004
- Coppa dei Paesi Bassi: 1

Ajax: 2009-2010
- Campionato greco: 3

Olympiakos: 2010-2011, 2011-2012, 2012-2013
- Coppa di Grecia: 2

Olympiakos: 2011-2012, 2012-2013